# Leptostomum splachnoideum
Leptostomum splachnoideum là một loài Rêu trong họ Bryaceae. Loài này được Hook. & Arn. mô tả khoa học đầu tiên năm 1841.